# 金氏漂流记
《荒島·愛》（韓語：김씨 표류기 / 金氏 漂流記）是2009年一部韓國剧情片，由李海俊编剧并亲自执导，郑在咏和郑丽媛主演。2010台北電影節國際青年導演競賽影片。

## 剧情简介
一个叫金盛瑾（鄭在詠饰）的男子因负债累累，打算在汉江大桥上自尽，却意外漂流到汉江中的栗岛，从此在在岛上过上了鲁滨逊式的生活，并找到了往昔从不曾在意过的珍贵元素。同时，而另一位金经莲（鄭麗媛饰）则长时间宅在自己的狭小房间，生活在网络虚拟的世界里。一次偶然的机会，金经莲发现生活在孤岛的金盛瑾，并被他的行为所吸引……

## 演出陣容
- 鄭在詠 飾 金盛瑾
- 鄭麗媛 飾 金正妍